# S3M
S3M est un modèle d'amélioration de la maintenance du logiciel qui offre aux organisations les éléments essentiels à  l'optimisation de la maintenance applicative du logiciel. La version récente du S3M — Version 2 — a été lancée en janvier 2006. 

## Description
S3M est créé et suivi par une équipe de professionnels de l'industrie et des universités et est disponible sur le site web du S3M. Comme tous les modèles de processus, le S3M doit être adapté à chaque organisation en fonction de ses objectifs d'affaire.
Le modèle S3M porte sur les activités quotidiennes de maintenance du logiciel. Pour les grands projets de maintenance du logiciel, le CMMi est plus approprié.
Le modèle S3M :
- est axé sur une perspective client,
- est pertinent pour la maintenance : 
  - a) des logiciels applicatifs développés et suivis à l'interne;
  - b) des progiciels configurés et suivis à l'interne ou avec l'aide d'un sous-traitant ;
  - et c) pour évaluer les pratiques utilisées en impartition avec un fournisseur externe,
- donne des références et des détails pour chaque pratique exemplaire,
- offre une approche d'amélioration par itinéraires et facettes,
- couvre la norme ISO/IEC 12207,
- couvre la norme ISO14764 de la maintenance du logiciel,
- couvre l'ISO90003:2004 qui décrit l'ISO9001 ISO 9001 pour l'industrie logicielle,
- couvre les éléments pertinents du CMMi,
- est conforme aux recommandations de l'ISO 15504.

Le modèle S3M fait aussi référence aux bonnes pratiques des référentiels suivants :
- ITIL, les bonnes pratiques de gestion de centre de traitement : stratégie, conception, transition, opération et amélioration continue (ITIL v3);
- le modèle de la maintenance corrective (Cm3) ;
- le modèle de maturité de l'éducation et de la formation des mainteneurs (Cm3) ;
- CobIT Version 5 (Cobit) ;
- (Malcolm Baldrige) ;
- le projet France/Québec CAMÉLIA ;
- le modèle d'amélioration des processus de la maintenance de Zitouni & Abran.